# 图万那格森·沙玛差
图万那格森·沙玛差（1993年3月11日—），泰國男子羽毛球運動員，兼項單打和雙打項目。

## 簡歷
2015年8月，图万那格森·沙玛差出戰土耳其羽毛球國際賽，與匈牙利選手克劳斯·盖尔盖伊合作贏得男子雙打比賽冠軍。

## 主要比賽成績
只列出曾進入準決賽的國際賽事成績：
| 年份   | 賽事                   | 公開賽級別 | 項目     | 拍檔                  | 成績   |
| ------ | ---------------------- | ---------- | -------- | --------------------- | ------ |
| 2015年 | 泰國羽毛球國際挑戰賽   | 國際挑戰賽 | 男子雙打 | Cholprasertsuk Kritti | 準決賽 |
| 2015年 | 土耳其羽毛球國際賽     | 國際系列賽 | 男子雙打 | 克劳斯·盖尔盖伊       | 冠軍   |
| 2016年 | 愛沙尼亞羽毛球國際賽   | 國際系列賽 | 男子雙打 | 克劳斯·盖尔盖伊       | 準決賽 |
| 2016年 | 斯洛文尼亞羽毛球國際賽 | 國際系列賽 | 男子雙打 | 克劳斯·盖尔盖伊       | 準決賽 |
| 2017年 | 克羅地亞羽毛球國際賽   | 未來系列賽 | 男子雙打 | 伊戈尔·吉姆布尔       | 亞軍   |
| 2017年 | 捷克羽毛球國際賽       | 未來系列賽 | 男子雙打 | 安德拉兹·克拉佩兹     | 準決賽 |
| 2017年 | 羅馬尼亞羽毛球國際賽   | 未來系列賽 | 男子雙打 | 安德拉兹·克拉佩兹     | 冠軍   |
| 2017年 | 匈牙利羽毛球國際賽     | 國際系列賽 | 男子雙打 | 克劳斯·盖尔盖伊       | 準決賽 |
| 2024年 | 埃及羽毛球國際賽       | 國際系列賽 | 男子雙打 | 基迪萨·南达什         | 冠軍   |

| 2007-2017年 | 首要超級賽 | 超級賽 | 黃金大獎賽 | 大獎賽 | 國際挑戰賽 | 國際系列賽 | 未來系列賽 | 其他 |

| 2018-2026年 | 總決賽 | 超級1000賽 | 超級750賽 | 超級500賽 | 超級300賽 | 超級100賽 | 國際挑戰賽 | 國際系列賽 | 未來系列賽 | 其他 |